# Carl Waaler Kaas
Carl Waaler Kaas, född 28 juli 1982 , är en norsk orienterare. Kaas tog sitt första internationella guld på medeldistansen vid VM 2010.